# Diplocephalus hungaricus
Diplocephalus hungaricus är en spindelart som beskrevs av Kulczynski 1915. Diplocephalus hungaricus ingår i släktet Diplocephalus och familjen täckvävarspindlar.
Artens utbredningsområde är Ungern. Inga underarter finns listade i Catalogue of Life.